# قرارداد لاتاری

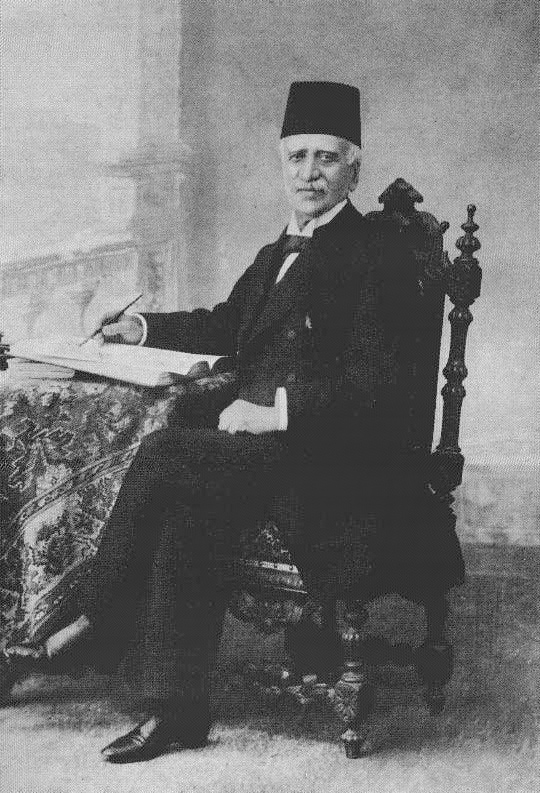
میرزا ملکم‌خان بانی قرارداد لاتاری

قراردادی که میان ایران و انگلستان در سال ۱۲۶۷ هجری خورشیدی  (۱۸۸۹ میلادی) توسط دولت قاجار بسته شد.
این قرارداد مابین دولت قاجار و یک تبعهٔ فرانسوی به نام «یوزی دو کار دوئل» که منشی سفارت ایران در لندن بود، امضا گردید.
دو کار دوئل در حقیقت عامل میرزا ملکم خان بود. ملکم ظاهراً از این جهت قرارداد را به نام او اخذ کرد که اگر بعدها مخالفتی پیش آمد طرف دولت ایران، ایرانی نباشد تا به آسانی نتوانند قرارداد را لغو کنند. ملکم پس از اخذ قرارداد با زدوبند هایی که در بازار لندن داشت، توانست امتیاز لاتاری را به سندیکای انگلیس و آسیا با اخذ پیش‌قسطی به مبلغ بیست‌هزار لیره بفروشد.
اما مدتی از امضای قرارداد نگذشته بود که این قرارداد با مخالفت روحانیان و روشنفکران و مخالفان در ایران روبه‌رو شد. ناصرالدین شاه و میرزاعلی‌اصغر اتابک هم به دلیل فشار بسیار زیادی که بر آن‌ها وارد شده بود و هم به علت مخالفت آن‌ها با شخص میرزا ملکم خان، امتیاز را به بهانهٔ مخالفت آن با شرع، به جهت این که لاتاری و بازی رولت نوعی قمار بوده و قمار هم از نظر شرع و هم در دید جامعهٔ اسلامی حرام می‌باشد، لغو کردند.
وقتی حکم لغو امتیاز لاتاری به دست میرزا ملکم خان رسید آن را پنهان نمود و به کمک عوامل خود امتیاز لغوشده را با دست‌به‌دست کردن در بازار لندن به کمپانی دیگری فروخت و بیست‌هزار لیره دیگر هم به دست آورد. زمانی که لغو امتیاز به طور رسمی در مطبوعات درج شد و به اطلاع شرکت‌ها رسید و کار به شکایت و دادگاه کشید، به دروغ مدعی شد که آن چهل‌هزار لیره را به خزانهٔ ایران و به شاه داده است و رسماً خود را ورشکسته اعلام کرد.
میرزا ملکم خان پس از آن، با انگیزهٔ نامعلوم به جهت از دست دادن قرارداد لاتاری و سفارت و همهٔ القاب و مناصبش، فعالیت‌های سیاسی و فرهنگی خود را افزایش داد و با انتشار روزنامهٔ قانون و با مطرح کردن مباحثی چون حکومت قانون و فساد حکومت بی‌قانونی قاجار در تحولات سیاسی و در بالا بردن سطح آگاهی مردم ایران نقش و سهم به سزایی از خود به جا گذاشت.